# Resolutie 729 Veiligheidsraad Verenigde Naties
Resolutie 729 van de Veiligheidsraad van de Verenigde Naties werd unaniem aangenomen op 14 januari 1992. De resolutie verlengde de ONUSAL-waarnemingsmissie in El Salvador met een half jaar.

## Achtergrond
Begin jaren 1980 waren de landen Nicaragua, Honduras en ook El Salvador in conflict met elkaar. In Nicaragua voerden allerlei groeperingen een gewapende strijd tegen de overheid. Die groeperingen werden heimelijk gesteund door de Verenigde Staten. Die laatsten gingen ook een overeenkomst aan met Honduras tegen communistische bewegingen in Nicaragua en El-Salvador.
In El Salvador was een burgeroorlog begonnen tussen de overheid en de communistische beweging FMLN. Rond 1990 werd onderhandeld over vrede; wat in 1992 leidde tot de Vrede van Chapultepec.

## Inhoud
De Veiligheidsraad:
- herinnert aan resolutie 637;
- herinnert ook aan resolutie 714 en de verklaring van zijn voorzitter volgend op de ondertekening van de Akte van New York;
- herinnert verder aan resolutie 693 die de VN-Waarnemingsmissie in El Salvador oprichtte;
- verwelkomt de sluiting van de akkoorden tussen El Salvador en het FMLN in Mexico-Stad die het conflict definitief zullen beëindigen;
- roept beide partijen op terughoudend te zijn en niets te ondernemen dat tegen de akkoorden ingaat;
- overtuigt dat vrede in El Salvador een beslissende bijdrage zal zijn aan het vredesproces in Centraal-Amerika;
- verwelkomt de intentie van secretaris-generaal Boutros Boutros-Ghali om een aanbeveling te doen over het beëindigen van de VN-waarnemersgroep;

1. keurt het rapport van de secretaris-generaal goed;
2. besluit om het mandaat van de Waarnemingsmacht uit te breiden met toezicht op de uitvoering van de akkoorden zodra die getekend zijn;
3. besluit ook het mandaat van de missie te verlengen tot 31 oktober 1992;
4. vraagt de secretaris-generaal het nodige te doen om de missie te versterken;
5. roept beide partijen op de akkoorden te respecteren en samen te werken met de missie;
6. bevestigt zijn steun aan de bemiddelingsmissie van de secretaris-generaal in Centraal-Amerika en vooral het proces om het gewapende conflict te beëindigen;
7. vraagt de secretaris-generaal om op de hoogte te worden gehouden over ontwikkelingen in verband met deze resolutie en om vóór het einde van het nieuwe mandaat van de missie te rapporteren over haar operaties.

## Verwante resoluties
- Resolutie 714 Veiligheidsraad Verenigde Naties (1991)
- Resolutie 719 Veiligheidsraad Verenigde Naties (1991)
- Resolutie 730 Veiligheidsraad Verenigde Naties
- Resolutie 784 Veiligheidsraad Verenigde Naties

Lijst ·  726 ·  727 ·  728 ·  729 ·  730 ·  731 ·  732 ·  733 ·  734 ·  735 ·  736 ·  737 ·  738 ·  739 ·  740 ·  741 ·  742 ·  743 ·  744 ·  745 ·  746 ·  747 ·  748 ·  749 ·  750 ·  751 ·  752 ·  753 ·  754 ·  755 ·  756 ·  757 ·  758 ·  759 ·  760 ·  761 ·  762 ·  763 ·  764 ·  765 ·  766 ·  767 ·  768 ·  769 ·  770 ·  771 ·  772 ·  773 ·  774 ·  775 ·  776 ·  777 ·  778 ·  779 ·  780 ·  781 ·  782 ·  783 ·  784 ·  785 ·  786 ·  787 ·  788 ·  789 ·  790 ·  791 ·  792 ·  793 ·  794 ·  795 ·  796 ·  797 ·  798 ·  799